# Grigori Ivanovitch Villamov

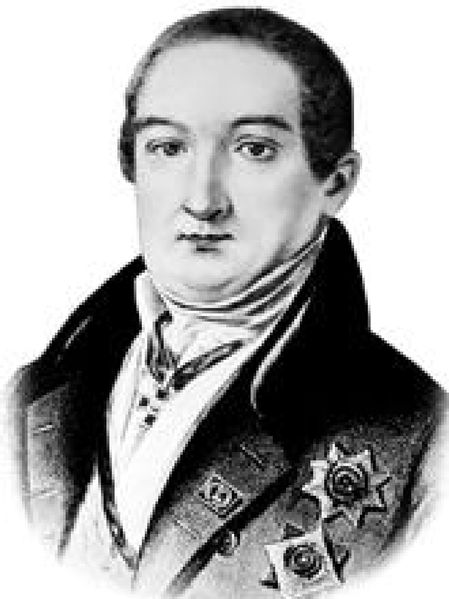
Portrait de Grigorii Ivanovitch Villamov, 1898.

Grigorii Ivanovitch Villamov (ou Willamov) (Григорий Иванович Вилламов) est né le 8 janvier 1775 et décédé le 7 février 1842.
Fils de Johann Gottlieb Willamov poète allemand [réf. nécessaire]. Secrétaire d'état , membre du Conseil d'État de l'empire russe, secrétaire particulier de l'Impératrice de Russie Maria Féodorovna de 1803 à 1828 « ayant joui jusqu'à sa mort de toute la confiance de la famille impériale».

## Sources
1. ↑  Revue des études napoléoniennes, Volume 3, 1914, p112
2. ↑  MARTIN Marie, (2004), Maria Féodorovna en son temps 1759-1828 : contribution à l'histoire de la Russie et de l'Europe, L'harmattan, Paris, p157
3. ↑  Revue des études napoléoniennes, Volume 3, idem